# Ball of the Century
Ball of the Century („piłka stulecia”, „rzut stulecia”), znana także jako Gatting Ball czy That Ball – w krykiecie nazwa nadana piłce rzuconej przez Shane’a Warne’a przeciwko Mike’owi Gattingowi w pierwszym teście serii Ashes w 1993 roku. Spektakularny rzut Warne’a nadał ton całej serii meczów, a w szerszym kontekście historii krykieta, uważany jest za przełomowy moment, który pomógł w powrocie stylu rzucania leg spin do krykieta.

## Tło historyczne
Pitch na stadionie Old Trafford Cricket Ground tradycyjnie uważany jest za pomagający spin bowling. W drużynie angielskiej grało dwóch spinnerów (obydwaj rzucający w technice finger spin) – doświadczony Phil Tufnell (leworęczny left-arm orthodox spin) i debiutant Peter Such (praworęczny off spin). W drużynie australijskiej grało trzech szybkich rzucających i tylko jeden slow bowler – Shane Warne. Warne uważany był za dobrze rokującego spinnera, w jedenastu wcześniejszych meczach zdobył 31 wicketów, każdy z nich kosztujący średnio 30,8 runów, jednak w tym okresie leg spin uważany był przeważnie za historyczny przeżytek.
Po rzucie monetą przed meczem, kapitan drużyny angielskiej Graham Gooch zdecydował, że jako pierwsi odbijać będą Australijczycy, chcąc w ten sposób wykorzystać stosunkowo trudne do odbijania warunki pogodowe. Drużyna australijska zdobyła łącznie 289 runów w pierwszym innings (z punktu widzenia Australijczyków był to wynik gorszy od przeciętnego wyniku uzyskiwanego zazwyczaj w pierwszym innings). W odpowiedzi drużyna angielska zaczęła swój pierwszy innings bardzo dobrze, tracąc pierwszy wicket po zdobyciu 71 runów. Następnym odbijającym był Mike Gatting, który zdobył cztery runy zanim do akcji wkroczył Warne. Gatting uważany był za eksperta w odbijaniu powolnych, kręconych piłek, można więc było oczekiwać, że doświadczony Gatting bez problemu sobie poradzi z początkującym Warne’em.

## Rzut Warne’a

Animacja przedstawiająca rzut leg break

Po krótkim rozbiegu z czterech kroków Warne rzucił piłkę sposobem leg break w kierunku praworęcznego Gattinga. Przy oglądaniu rzutu w zwolnionym tempie widać, jak bardzo podkręcona piłka początkowo leciała prosto i po chwili zaczęła dryfować w prawo dzięki efektowi Magnusa. Piłka, cały czas oddalając się od Gattina, uderzyła w pitch około 30 centymetrów na prawo od Gattinga (patrząc od strony rzucającego).
Odbijający zareagował na piłkę zgodnie ze wszystkimi arkanami sztuki. Wysunął do przodu lewą nogę, zasłaniając swój wicket, i trzymając tuż za nią swój kij na wypadek, jeżeli piłka zakręciłaby bardziej niż zazwyczaj – jest to standardowa taktyka obronna stosowana przeciwko tego typu rzutom. Z pozoru rzut był wyraźnie nieudany i nie sprawiał żadnego zagrożenia dla odbijającego. Ku zdziwieniu zarówno samego Gattinga, jak i wszystkich komentatorów oraz kibiców, piłka po odbiciu się od powierzchni pitcha skręciła gwałtownie o około 90 stopni i omijając nogę oraz kij Gattinga uderzyła w jego wicket. Zszokowany Gatting stał przez chwilę nieruchomo, po czym potrząsając z niedowierzaniem głową powoli zszedł z pola.
Po zbiciu przez Warne’a wicketa Gattinga drużyna angielska szybko straciła pozostałych ośmiu graczy łącznie zdobywając tylko 210 runów. W swoim drugim innings Australia odbijała znacznie lepiej niż w pierwszym. Alan Border, kapitan drużyny australijskiej, zadeklarował (zakończył) innings swojej drużyny, kiedy zdobyła ona 432 runy przy stracie zaledwie pięciu wicketów. W odpowiedzi Anglicy zdobyli tylko 332 runy w swoim drugim innings i Australia wygrała mecz różnicą 179 runów.
Wynik meczu nadał ton rywalizacji w całej serii, która została wygrana przez Australię 4-1. Richie Benaud, jeden z najbardziej poważanych znawców krykieta, napisał o „piłce stulecia”, że chyba jeszcze nigdy wcześniej jedna piłka nie miała takiego wpływu na całą serię.
Warne zdobył łącznie 34 wickety we wszystkich meczach przy średniej 25,79 runów i otrzymał nagrodę najlepszego gracza drużyny.

## Reakcje
Zdjęcie pokazujące zszokowanego Gattinga z otwartymi ustami i najwyraźniej niedowierzającego temu, co się stało, oraz stojącego za jego plecami australijskiego wicket-keepera Iana Healy’ego, który podnosi ręce do góry w geście tryumfu, jest jednym z najbardziej znanych i ikonicznych obrazów krykieta.
Dziennikarze sportowi komentujący rzut Warne’a z podziwem pisali o znakomitej technicznie piłce, ironicznie przy tym pisząc o minie i reakcji Gattina. Graham Gooch, opisując minę Gattinga, powiedział, że „miał minę, jakby ktoś mu właśnie świsnął lunch” (nawiązując przy tym także do faktu, że Gatting był bardzo solidnie zbudowanym graczem), dodając później „gdyby Warne rzucił bułką z serem, to Gatting na pewno by jej nie przepuścił”. Dziennikarz sportowy Martin Johnson żartował: „w głowie się nie mieści, aby ktokolwiek mógł podkręcić piłkę na szerokość Gattinga”.